# Nadine Weinauge
Nadine Weinauge (* 7. Oktober 1993) ist eine deutsche Ringerin. Sie wurde 2014 deutsche Meisterin in der Gewichtsklasse bis 63 kg Körpergewicht.

## Werdegang
Nadine Weinauge begann als Jugendliche im Jahre 2004 mit dem Ringen. Sie gehört dem KSK Furtwangen an und wurde bzw. wird von Mario Sachs und Patrick Loës hauptsächlich im Olympiastützpunkt Freiburg i.Br. trainiert. Die 1,68 Meter große Athletin ist Studentin, die bereits im Juniorenalter Erfolge erzielte. 2008, 2009 und 2010 wurde sie in verschiedenen Gewichtsklasse deutsche Jugendmeisterin. 2008 gewann sie bei der Junioren-Europameisterschaft (Altersgruppe Cadets) in Daugavpils in der Gewichtsklasse bis 49 kg eine Bronzemedaille. Diesen Erfolg wiederholte sie bei der Junioren-Europameisterschaft 2009 (Altersgruppe Cadets) in Zrenjanin in der Gewichtsklasse bis 52 kg. Im Juli 2013 gewann sie dann bei der Junioren-Europameisterschaft in Skopje in der Gewichtsklasse bis 63 kg erneut eine Bronzemedaille.
In den Jahren 2012 und 2013 wurde sie bei den Damen in der Gewichtsklasse bis 67 kg bzw. 63 kg jeweils deutsche Vizemeisterin. 2014 gelang es ihr in der Gewichtsklasse bis 63 kg mit einem Sieg im Finale über Kathrin Neumaier vom VfK Mühlenbach erstmals deutsche Meisterin zu werden.
Bei internationalen Meisterschaften bei den Damen konnte sie sich bisher noch nicht im Vorderfeld platzieren. Ein bemerkenswerter Erfolg gelang ihr aber beim Großen Preis von Deutschland in Dormagen im Juni 2014, bei dem sie in der Gewichtsklasse bis 63 kg hinter Monika Ewa Michalik, Polen und Julia Pronzewitsch, Russland, den 3. Platz belegte. Auf dem Weg zu diesem Erfolg schulterte sie Indhyra Helfrich-Linares, Kanada, die Europameisterin von 2013 und 2014 Anastasija Grigorjeva aus Lettland und nach einer Punktniederlage im Halbfinale gegen Ewa Monika Michalik in der Trostrunde Temitope Ogunjini, Kanada.

## Internationale Erfolge
| Jahr | Platz | Wettbewerb                                  | Gewichtsklasse | Ergebnisse |
| 2008 | 3.    | Junioren-EM (Cadets) in Daugavpils          | bis 49 kg      | hinter Maria Liwatsch, Ukraine und Emmi Alanen, Finnland                                                         |
| 2009 | 3.    | Junioren-EM (Cadets) in Zrenjanin           | bis 52 kg      | hinter Salina Sidakowa, Weißrussland und Anastasija Buriatinska, Ukraine                                         |
| 2011 | 3.    | Großer Preis von Deutschland in Dormagen    | bis 67 kg      | hinter Martine Dugrenier, Kanada und Mariana Kolic, Frankreich, gemeinsam mit Marianna Sastin, Ungarn            |
| 2012 | 9.    | Junioren-EM in Zagreb                       | bis 67 kg      | Siegerin: Swetlana Babuschkina, Russland vor Karina Stankowa, Ukraine                                            |
| 2012 | 16.   | Junioren-WM in Pattaya                      | bis 63 kg      | Siegerin: Nastassja Hutschok, Weißrussland vor Maria Ljulkowa, Russland                                          |
| 2013 | 3.    | Flatz-Open in Wolfurth/Österreich           | bis 63 kg      | hinter Ilana Kratysch, Israel und Monika Ewa Michalik, Polen                                                     |
| 2013 | 7.    | Klippan-Lady-Open                           | bis 63 kg      | Siegerin: Inna Traschukowa, Russland vor Elif Jale Yeşilırmak, Türkei                                            |
| 2013 | 9.    | EM in Tiflis                                | bis 63 kg      | nach Niederlagen gegen Monika Ewa Michalik und Elina Wasewa, Bulgarien                                           |
| 2013 | 5.    | Großer Preis von Deutschland in Dormagen    | bis 63 kg      | hinter Elif Jale Yeşilırmak, Anastasija Huchok, Justine Bouchard, Kanada und Marianna Sastin                     |
| 2013 | 3.    | Junioren-EM in Skopje                       | bis 63 kg      | hinter Buse Tosun, Türkei und Therese Persson, Schweden                                                          |
| 2013 | 10.   | Junioren-WM in Sofia                        | bis 63 kg      | nach einem Sieg über Kristina Fedoraschko, Weißrussland und einer Niederlage gegen Tatjana Lawrentschuk, Ukraine |
| 2014 | 9.    | Dan Kolow & Nikola Petrow-Memorial in Sofia | bis 63 kg      | Siegerin: Tajbe Jusein vor Dschanan Manolowa, beide Bulgarien                                                    |
| 2014 | 7.    | Klippan-Lady-Open                           | bis 63 kg      | Siegerin: Anastasija Grigorjeva, Lettland vor Henna Johansson, Schweden                                          |
| 2014 | 15.   | EM in Vantaa/Finnland                       | bis 63 kg      | nach einer Niederlage gegen Dschanan Manolowa                                                                    |
| 2014 | 3.    | Großer Preis von Deutschland in Dormagen    | bis 63 kg      | hinter Monika Ewa Michalik und Julia Pronzewitsch, Russland                                                      |

## Deutsche Meisterschaften
| Jahr | Platz | Altersgruppe | Gewichtsklasse | Ergebnisse                                                          |
| 2007 | 3.    | Jugend       | bis 43 kg      | hinter Ramona Hagn, TV Miesbach und Nadine van Berkum, RV Stommelen |
| 2008 | 1.    | Jugend       | bis 49 kg      | vor Julia Richter, RSK Jugendkraft Gelenau                          |
| 2009 | 1.    | Jugend       | bis 52 kg      | vor Michelle Lipfert, ASV Mainz 88                                  |
| 2010 | 1.    | Jugend       | bis 56 kg      | vor Angelina Schmidt, Demminer RV und Michelle Lipfert              |
| 2011 | 9.    | Damen        | bis 67 kg      | nach einer Niederlage gegen Kim Riesterer, SC Unterföhring          |
| 2012 | 2.    | Damen        | bis 67 kg      | hinter Aline Focken, KSV Krefeld                                    |
| 2013 | 2.    | Damen        | bis 63 kg      | hinter Isabell Weiss, ASC Bindlach                                  |
| 2014 | 1.    | Damen        | bis 63 kg      | vor Kathrin Neumaier, VfK Mühlenbach                                |

Erläuterungen
- alle Wettbewerbe im freien Stil
- WM = Weltmeisterschaft, EM = Europameisterschaft